# دانيال رايموند
دانيال رايموند (بالإنجليزية: Daniel Raymond)‏ هو اقتصادي أمريكي، ولد في 1786، وتوفي في 1849.